# Сунсько-цзінські війни
Сунсько-цзінські війни (кит. спр. 宋金战争) — серія конфліктів між чжурчженською імперією Цзінь і китайською імперією Сун у ХІІ-ХІІІ століттях. Всього їх було п'ять: 1125—1142, 1161—1165, 1206—1208, 1217—1224, 1233—1234.

## Війна проти Північної Сун

### Передумови
На початку ХІІ ст. під ударами чжурчженів (тунгусомовних предків маньчжурів) упала киданська імперія Ляо. Протоманьчжури утворили свою державу («Золоту» імперію Цзінь) у 1115 р., і спочатку суни, які вважали своїм основним ворогом киданів, діяли з чжурчженями як союзники, спільно руйнуючи «Залізну» імперію Ляо. Та коли в 1125 р. киданська держава була знищена, китайці зрозуміли свою помилку: замість ворожої, але не дуже активної імперії Ляо над північними кордонами Сунської держави нависла могутня й агресивна молода імперія чжурчженів. Фантастичні багатства Китаю вабили чжурчженських мисливців і рибалок, а суни своєю пихатістю та порушенням попередньо укладених угод дали чудовий привід до вторгнення: наприкінці 1125 р. чжурчжені вдерлися в Китай.

### Перший військовий похід
У листопаді 1125 р. Ваньянь Шен наказав своїм військам атакувати Сун. Провал Чжан Цзюе два роки до того послужив як казус беллі. Дві армії були послані захопити великі міста Сун. Західна армія під керівництвом Ваньянь Наньханя вирушила із Датуна і попрямувала у напрямку Тайюаня через гори Шаньсі до західної сунської столиці Лоян. Реформована сунська армія (народне ополчення) виявилась абсолютно неспроможною боронити вітчизну від агресорів. Китайський генерал був повідомлений про військове вторгнення і відіслав посланника на розвідку. Повернувшись, посланник відзвітував, що чжурчжені погодяться не вторгатися, якщо Сун передасть контроль над Хебеєм і Шаньсі цзіньцям. У середині січня 1126 р. цзінська армія взяла в облогу Тайюань. Під командуванням Ван Біна, Тайюань протримався достатньо довго, щоб зупинити чжурчженів від просування до Лояна.
Тим часом східна армія під командуванням Ваньянь Цзунвана була відправлена до сунської столиці Бяньцзін через місто Яньцзін (сучасний Пекін). Цзунван легко захопив Яньцзін, де сунський генерал і колишній губернатор Ляо Го Яоши став васалом цзінців. До кінця грудня 1125 цзінська армія встановила контроль над двома округами і повернула собі контроль над Шістнадцятьма округами. На початку 1126 р. східна армія вже наближалася до Бяньцзіна. Боячись цзінської армії, яка наближалася, сунський імператор Чжао Цзі планував відступити з півдня. Покидання імператором столиці розглядалося би як акт капітуляції, тому чиновники переконали його відмовитися від цієї ідеї. У січні 1126 р., за декілька днів до Нового року Чжао Цзі відмовився від трону на користь свого сина і був понижений до титулу Верховного імператора. 27 січня чжурчжені дійшли до Хуанхе, а наступного дня Чжао Цзі втік із Бяньцзіна, залишаючи новоспеченого імператора Чжао Хуаня за головного у столиці. Бяньцзін був взятий в облогу 31 січня 1126 р. Головнокомандувач чжурчженської армії пообіцяв звільнити місто, якщо Сун скориться стати цзінським васалом; заарештує прем'єр-міністра й імператорського принца; віддасть контроль над китайськими округами Хецзянь, Тайюань і Чжуншань; погодиться виплачувати контрибуцію у розмірі 50 млн зливків срібла, 5 млн зливків золота, 1 млн відрізків шовку, 1 млн відрізків атласу, 10 тис. коней, 10 тис. волів, 10 тис. худоби і 1 тис. верблюдів. Розуміючи, що допомоги ззовні може і не бути, сунські чиновники поділилися на два табори: ті, хто хотіли погодитися на пропозицію цзінців і ті, хто виступали проти. Противники наполягали на тому, щоб залишитися в оборонній позиції поки не прибуде підкріплення і у чжурчженів закінчиться продовольство. Вони невдало влаштували засідку цзінцям і були замінені тими чиновниками, які підтримували мирні переговори. Невдала спроба засідки проти цзінців змусила Чжао Хуаня піти назустріч чжурчженям: Сун визнала контроль Цзінь над трьома округами. Чжурчженська армія зняла місто з облоги у березні через 33 дні.

### Другий військовий похід
Майже зразу після того, як цзінська армія покинула Бяньцзін, імператор Чжао Хуань відрікся від договору і відправив дві армії відбивати Тайюань від чжурчженів і підтримувати захист Чжуншаня та Хецзяня. 90-тисячна і 60-тисячні армії до червня були переможені цзінцями. Друга експедиція врятувати Тайюань також була невдалою. Звинувачуючи Сун у порушенні угоди, а також усвідомлюючи їхню слабкість, цзіньські генерали запустили другу каральну кампанію, знову поділяючи свої війська на дві армії. Няньхань, який покинув Тайюань після Бяньцзінського договору і залишив маленьке військо займатися облогою, повернувся зі своєю західною армією. Не витримавши такої загрузки у вересні 1126 р., Тайюань пав після 260 днів облоги. Коли сунський імператорський двір дізнався про падіння Тайюаня, чиновники, які радили військово захищати імперію, втратили довіру і були замінені радниками, які підтримували політику умиротворення. У середині грудня дві чжурчженські армії вдруге зійшлися до Бяньцзіна. Після поразки декількох сунських армій на півночі, імператор Чжао Хуань захотів домовитися про перемир'я з Цзінь, але він припустився великої стратегічної помилки, коли наказав армії, що залишилася, охороняти міські округи замість Бяньцзіна. Нехтуючи важливістю столиці, він залишив охороняти Бяньцзін менше ніж 100 000 вояків. Сунське військо було розкидане по Китаю, не в змозі зупинити другої облоги міста чжурчженями. Цзінці розпочали штурм у середині грудня 1126 р. Навіть коли битва лютувала, Чжао Хуань продовжував наполягати на мирі, але претензії цзінців на території були величезними: вони хотіли всі провінції на північ від Хуанхе. На початку 1127 р. чжурчжені захопили сунську столицю Бяньцзін, а деморалізовані недобитки сунських військ поголили собі голови, переодягнулися в чорні чжурчженські халати й почали грабувати столичних мешканців разом із агресорами. Імператор Чжао Хен (Цинь-цзун) потрапив у полон до чжурчженів, а з міста цзінці взяли фантастичну контрибуцію: 10 млн відрізків шовку, 1 млн зливків золота, 10 млн зливків срібла. З міста було вивезено сотні лікарів, музикантів, астрологів, євнухів, та ін. вся північна частина Китаю до річки Хуанхе була окупована «варварами».

### Причини поразки сунів
Багато факторів повпливали на повторні військові промахи і на випливаючу з них втрату Північного Китаю. Традиційні записи сунської історії вважають відповідальними за занепад династії продажність імператорського двору Чжао Цзі. Ті оповіді засуджували Чжао Цзі і його чиновників за їхні моральні проблеми. Раніше сунські імператори прагнули проводити політичні реформи і відроджувати етичні структури конфуціанства, але ентузіазм до реформ поступово зник після відставки реформатора Ван Аньши у 1076 р. Корупція затьмарила правління Чжао Цзі, який був кращим живописцем, аніж правитилем. Сучасні дослідження більше звинувачують військові недоліки і бюрократичне керівництво. Втрата Північного Китаю не була неминучою. Сунські дипломатичні огляди недооцінили Цзінь і дозволили рости військовій силі чжурчженів.

## Війни з Південною Сун

### Утворення Південної Сун
Цзінське керівництво не очікувало та й не бажало падіння династії Сун. Їхнім наміром було послабити Сун, щоб вимагати більшої контрибуції, і вони не були готові до того, наскільки значимою була перемога. Чжурчжені були зайняті зміцненням правління над колишніми територіями Ляо. Замість того, щоб продовжувати своє вторгнення до Сун, імперії, військо якої перевищувало їхнє власне, вони скористалися стратегією «використовувати китайське для контролю китайців». Цзінь сподівалася, що уповноважений штат буде спроможним адмініструвати Північний Китай і збирати щорічну репарацію, щоб цзіньцям не доводилося придушувати античжурчженські повстання. У 1127 р. чжурчжені посадили на трон колишнього сунського чиновника Чжан Банчана. Він був маріонетковим імператором новоствореної васальної держави Чу.
Тим часом з сунської імператорської родини пощастило врятуватися синові попереднього «Сина Неба» Чжао Гоу. Він перебував на дипломатичній місії у Цичжоу і так і не повернувся до Бяньцзіна. Його не було у столиці, коли чжурчжені захопили місто. Майбутній імператор Чжао Гоу зміг ухилитися від чжурчженських військ, які весь час ступали йому по п'ятах, поки він пересувався від однієї провінції до іншої. Чжурчжені намагалися заманити його назад до Бяньцзіна, щоб нарешті спіймати, але їм не вдалося. Чжао Гоу врешті-решт прибув до сунської південної столиці в Шанцю на початку червня 1127 р.
Проправивши ледве місяць, Чжан Банчан був переконаний сунами відмовитись від трону і визнати законність імператорської лінії Сун. Сунський генерал Лі Ган вимусив Чжао Гоу стратити Чжана за зраду Сун. Вбивство Чжана показало, що Сун збиралася спровокувати Цзінь, і що Цзінь ще повинна була затвердити їхній контроль над ново підкореними територіями. Підкорення і знищення Чу означало, що Бяньцзін знову був під контролем Сун. Почався другий етап правління сунської династії, який називають епохою Південної Сун (1127—1279).
Розформування сунами Чу і страта Чжан Банчана спровокувало ворожнечу між Сун і Цзінь та порушило мирний договір між двома сторонами. Цзінь відновила свої атаки на Сун і відвоювала більшу частину Північного Китаю. Наприкінці 1127 р. Чжао Гоу перемістив свій двір південніше від Шанцю до Янчжоу. Імператорський двір провів майже рік у цьому місті. Коли чжурчжені просунулися до Хуайхе, двір був частково евакуйований до Ханчжоу у 1129 р. Коли переворот у Ханчжоу ледве не скинув Чжао Гоу з престолу у травні 1129 він переніс свою столицю до Цзянькану (сучасний Нанкін) на південному березі річки Янцзи. Проте через місяць імператор вернувся назад до Ханчжоу. З 1127 по 1129 рр. Сун відправляла три посольства до Цзінь, щоб обговорити мирні умови і домовитися про звільнення Чжао Цзі і матері Чжао Гоу, але імператорський двір Цзінь ігнорував їх. В грудні 1129 Цзінь розпочала новий військовий наступ, розташовуючи дві армі на сході і заході Хуайхе. На західному фронті армія вторглася до Цзянсі, місце, де знаходилася резиденція Сунської вдови-імператриці, і захопила Хунчжоу (сучасний Наньчан). Їм було наказано відступити декілька місяців потому, коли східна армія відійшла. Тим часом на східному фронті Учжу командував основною цзінською армією. Він перетнув Янцзи на південний захід від Цзянькану і захопив це місто. Учжу вирушив з Цзянькану і швидко почав рухатися намагаючись спіймати Чжао Гоу. Цзінь захопила Ханчжоу, а тоді Шаосін, але битва генерала Чжан Цзюня і Учжу поблизу Нінбо дала час Чжао Гоу втекти. До того часу, як Учжу продовжив переслідування, сунський імператорський двір втікав на кораблях до островів біля узбережжя Чжецзяна, а тоді далі на південь до Веньчжоу. Цзінь послала кораблі наздоганяти Чжао Гоу, але їм це не вдалося. Чжурчжені відмовилися від погоні і відступили з півночі. Після того, як вони пограбували незахищені міста Ханчжоу і Сучжоу, вони нарешті зустрілися з опором сунської армії під проводом Юе Фея і Хань Шичжуна. Особливо прославився виходець із селян, сунський полководець Юе Фей (1103—1141). Основою його успіхів, крім безперечного таланту полководця, була активна підтримка місцевого населення, яку забезпечив принцип, уведений Юе Феєм в його армії: «Краще загинути від морозу, ніж руйнувати будинки, краще померти від голоду, ніж грабувати». (рубель)
Після вторгнення чжурчженів, які ледь не схопили Чжао Гоу, правитель наказав генералу Чжан Цзюню, який відповідав за Шеньсі і Сичуань, напасти на цзіньців там, щоб послабити їхній тиск на імператорський двір. Чжан зібрав величезну армію, але був переможений Учжу біля Сіаня наприкінці 1130. Учжу просувався далі на захід до Ганьсу і дійшов аж до округу Уду. Найважливіші битви між Цзінь і Сун у 1131 і 1132 відбувалися у Шеньсі, Ганьсу і Сичуані. Цзінці програли дві битви у 1131 р. Після невдалої спроби увійти до Сичуаня, Учжу відступив до Яньцзіна. У 1132 чжурчжені атакували Хубей і Шеньсі. Після того, як Учжу перестав намагатися захопити Сичуань, більше великих битв між двома сторонами не відбувалося до кінця декади. Сунський імператорський двір повернувся до Ханчжоу у 1133 і місто було перейменовано у Лін'ань («Квітуче місто»).

### Вторгнення Да Ці до Сун
Цинь Гуй, перший міністр Сун, у 1130 р. запропонував мирне вирішення конфлікту, говорячи, що «Якщо бажаємо, щоб у Піднебесній більше не було конфліктів, необхідно південцям залишатися на півдні, а північанам на півночі». Чжао Гоу, який вважав себе північанином, спочатку відхилив пропозицію. Були ще жести на встановлення миру у 1132, коли цзінці звільнили ув'язненого сунського дипломата, і у 1133, коли Сун запропонувала стати цзінським васалом, але договір так і не здійснився. Вимоги Цзінь, щоб кордони між ними двома були зміщені від Хуайхе до Янцзи, були занадто великою перешкодою, щоб дві сторони дійшли згоди. Античжурчженські повстання, які продовжувалися на півночі Китаю, перешкоджали цзінським кампаніям на півдні від Янцзи. Не бажаючи продовжувати війну, чжурчжені створили маріонеткову державу Да Ці, яка слугувала б буферною територією між Цзінь та Сун. Цзінь дала більше автономії Ці ніж першій маріонетковій державі Чу, але імператор Ці Лю Юй все одно був зобов'язаний виконувати накази чжурчженських генералів. Із підтримкою Цзінь, Да Ці вторглася до Сун у листопаді 1133. Лі Чен, сунський зрадник, який приєднався до Ці, був на чолі кампанії. Сян'ян і сусідні округи пали під натиском його армії. Захоплення Сян'яна на ріці Ханьшуй дало чжурчженям прохід до центральної долини ріки Янцзи. Їхній південний наступ був зупинений генералом Юе Феєм. У 1134 Юе Фей переміг Лі Чена і відібрав Сян'ян і навколишні округи. Пізніше того ж року Ці і Цзінь почали новий наступ вздовж Хуайхе. Армії Ці і Цзінь здобули ряд перемог у долині Хуайхе, але були відбиті Хань Шичжуном біля Янчжоу і Юе Феєм біля Лучжоу (сучасний Хефей). Їхній раптовий відступ у 1135 через смерть цзінського імператора дав сунам час перегрупуватися. Війна відновилася наприкінці 1136, коли Да Ці атакувала краї Хуайнаня. Ці програла битву біля Оутана (сучасний Аньхой) сунській армії на чолі із Ян Цічжуном. Перемога підвищила впевненість сунів і генерал Чжан Цзюнь переконав Гао-цзуна почати планувати контратаку. Спочатку Гао-цзун погодився, але він відмовився від контрнаступу, коли офіцер на ім'я Лі Цюн вбив свого начальника і дезертував до Цзінь із десятками тисяч солдатів. Тим часом імператор Ваньянь Дань успадкував цзінський трон і добивався миру. Він і його генерали були розчаровані військовими невдачами Лю Юя і підозрювали його у співпраці з Юе Феєм. Наприкінці 1137 р. Цзінь понизила титул Лю Юя до принца і скасувала Ці. Цзінь і Сун відновили перемовини щодо миру.

### Контрнаступ Сун і процес встановлення миру
Гао-цзун підвищив Цинь Гуя у 1138 і поставив його на чолі перемовин з Цзінь. Юе Фей, Хань Шичжун і велика кількість чиновників критикувала мирну ініціативу, але за спробу чинити опір «миротворцям» більшість з них була заарештована і страчена за наказом імператора, тому Цинь продовжив перемовини. У 1138 Цзінь і Сун погодилися на договорі, який встановлював Хуанхе як кордон між двома державами і визнавав Гао-цзуна як підданого Цзінь. Але через опір договору у двох країнах, договір ніколи не ввійшов у дію. Чжурчженська армія під керівництвом Учжу вторглася на початку 1140. Сун здійснила контрнаступ, у результаті якої здобула великі території. Сунський генерал Лю Ці виграв битву проти Учжу біля Шунчана (сучасний Фуян). Юе Фей був назначений очолити сунське військо, яке захищало регіон Хуайнань. Замість того, щоб просуватися до Хуайнаня Учжу повернувся до Бяньцзіна і армія Юе Фея пішла за ним на цзіньську територію, порушуючи наказ Гао-цзуна, який забороняв йому переходити у наступ. Юе Фей захопив Чженчжоу і послав солдатів вздовж Хуанхе розпалювати серед селян античжурчженський бунт. 8 липня 1140 р. під час битви при Янчені Учжу здійснив неочікувану атаку на сунське військо зі 100-тисячною піхотною армією і 50-тисячною кіннотою. Юе Фей направив свою кавалерію атакувати чжурчженських солдатів і здобув рішучу перемогу. Він продовжив іти до Хенаню, де він відбив Чженчжоу і Лоян. Пізніше, у 1140 Юе Фей був змушений відступити, коли імператор наказав йому повернутися до імператорського двору. Імператор Гао-цзун підтримав укладення мирного договору з чжурчженями і прагнув стримати напористість війська. Військові походи Юе Фея та інших генералів були перешкодою для мирних переговорів. Уряд послабив військо даруючи Юе Фею, Хань Шичжуну і Чжан Цзюню титули, які звільняли їх від командування військом. Хань Шичжун, противник договору, пішов у відставку. Юе Фей також подав у відставку в знак протесту. У 1141 Цинь Гуй заарештував його через непокірність. Звинувачений у державній зраді, Юе Фей був отруєний у в'язниці за наказом Цинь Гуя на початку 1142. Після його страти він залишився в народі символом античжурчженського опору.

### Шаохінський мирний договір
11 жовтня 1142 р., після близько року переговорів, Шаосінський договір був ратифікований, закінчуючи конфлікт між Цзінь і Сун. За умовами договору Хуайхе була встановлена кордоном між двома державами. Сун погодилася виплачувати щорічну контрибуцію у розмірі 250 000 зливків срібла і 250 000 відрізків шовку. Договір робив Південну Сун васалом Цзінь. Текст договору не зберігся у китайських записах, ясний знак того, наскільки він був принизливим. Зміст угоди був вилучений з чжурчженських записів. Мир, забезпечений Шаосінським договором, протривав 70 років, але був двічі перерваний.

### Подальші кампанії

#### Війна Ваньянь Ляна

##### Ваньянь Лян
Ваньянь Лян здійснив державний переворот проти імператора Ваньянь Даня і став четвертим імператором династії Цзінь у 1150 р. Ваньянь Лян представив себе як китайський імператор і планував об'єднати Китай підкоривши Сун. Оголошення Ваньянь Ляна у 1158 році про порушення Сун мирного договору 1142 року придбанням коней стало казус беллі. Античжурчженські повстання вибухнули серед киданів і у цзіньських провінціях, які межували з Сун. Ваньянь Лян заборонив інакомислення, і ті, хто був проти війни, були жорстоко покарані. Сун була наперед повідомлена про плани Ваньянь Ляна. Вони підготувалися забезпечуючи собі захист вздовж кордону, в основному біля Янцзи, але їм перешкодила нерішучість Гао-цзуна. Ваньянь Лян почав вторгнення у 1161 р. не оголошуючи офіційно війну. Чжурчженська армія під проводом самого Ваньянь Ляна залишила Бяньцзін 15 жовтня, 28 жовтня дісталася кордону на Хуайхе і помарширувала у напрямку Янцзи. Сун програла Хуайхе чжурчженям, але захопила декілька цзінських округів на заході сповільнюючи просування ворога. Група чжурчженських генералів була послана перетнути Янцзи біля міста Цайши, поки Ваньянь Лян встановлював базу біля Янчжоу. Сунський чиновник Юй Юньвень командував армією, яка захищала річку. Чжурчженська армія була переможена, коли атакувала Цайши між 26 і 27 листопада під час битви при Цайши. Воєнні бойові кораблі Сун, оснащені трибушетами, які запускали запальні бомби із пороха та вапна, рішуче перемогли легкі кораблі чжурчженів. Воєнна відповідь Сун виявилась потужнішою, ніж очікував Ваньянь. Бойові кораблі Сун могли рухатись значно швидше, ніж кораблі чжурчженів. Сун зберегли свій флот, сховавши його за островом Цібао Шань. Суди мали покинути острів одразу як тільки вершник-розвідник подасть сигнал про наближення кораблів Цзінь взмахуванням прапорцем на вершині острова. Як тільки прапорець став видимим, флот Сун розпочав атаку. Сунські солдати задіяли требушети, якими запускали запальні «громові бомби» та інші вибухові матеріали, що містили вапно та сірку і викликали отруйний вибух. Деякі солдати Цзінь змогли перебратись на інший берег Янцзи, але і з протилежного берега їх атакували суни. Таким чином, Сун здобула вирішальну перемогу. Наступний день для Цзінь теж завершився поразкою. Після чергової поразки Ваньянь Лян відступив до Янчжоу, де був вбитий, перш ніж встиг закінчити підготовку до другого переправлення. Перемога китайців психологічно та морально укріпила населення півдня Китаю, стабілізувала південну династію і забезпечила безперервний розвиток китайської, а отже і «ортодоксальної» традиції.

### Сунський реваншизм
Цзінь була ослаблена натиском зростаючих монголів на півночі, серією повеней, що сталися на Хуанхе у 1194, які спустошили Хебей і Шаньдун та посухами і роєм сарани, від яких постраждав південь поблизу Хуайхе. Сун була проінформована про скрутне становище чжурчженів своїми послами, які їздили двічі на рік до цзіньської столиці і почала провокувати свого північного сусіда. Ворожнеча була підбурювана канцлером Хань Точжоу. Під наглядом Хань Точжоу підготовка до війни йшла поступово і обережно. Починаючи з 1204, китайські збройні угрупування здійснювали рейди на чжурчженські поселення. Хань Точжоу був назначений головою національної охорони у 1205. 14 червня 1206 року була офіційно оголошена війна проти Цзінь. Документ, який оголошував війну зазначав, що Цзінь втратила Небесний мандат, знак того, що вони більше не могли правити, і закликав до повстання ханьців проти цзінської держави. Сунська армія під керівництвом Бі Цзайюя схопила ледве захищене прикордонне місто Сичжоу, але зазнала великих втрат від чжурчженів у Хебеї. Цзінь відбила Сун і вирушила на південь, щоб взяти в облогу сунське місто Чучжоу. Бі Цзайюй захистив місто, і чжурчжені відступили після трьох місяців облоги. До осені 1206 чжурчжені захопили багато міст і військових баз. Цзінь розпочала наступ на сунські міські округи і захопила Цзаоян і Гуанхуа. До кінця осені сунський наступ катастрофічно провалився. Із погіршенням погодних умов падав бойовий дух солдатів, продовольство закінчувалося, поширювався голод змушуючи багатьох дезертувати. Масове дезертирство ханців на півночі Китаю, яке так очікувала Сун, ніколи не відбулось. Помітно зрада все-таки сталася, але на стороні Сун: У Сі, генерал-губернатор Сичуаня, перебіг до Цзінь у грудні 1206. Втеча У Сі могла означати втрату всього західного фронту, але вірнопіддані Сун вбили його 29 березня 1207, до того, як цзінські війська змогли взяти під контроль території, які капітулювали. Боротьба продовжилася 1207 року, але до кінця того ж року війна була загнана в глухий кут. Сун була на обороні, а Цзінь не вдалося завоювати більше територій. Провал агресивної політики Хань Точжоу призвела до його смерті. Через те, що жодна сторона не бажала продовжувати війну, вони повернулися до переговорів. Мирний договір був підписаний 2 листопада 1208 року, була повернена потреба сунів виплачувати контрибуцію імперії Цзінь. Також за договором Сун повинна була віддати Цзінь голову Хань Точжоу, якого Цзінь вважала відповідальним за початок війни.

## Сунсько-цзінські війни під час зростання могутності монголів
Монголи, кочовий союз, об'єдналися в половині 12 століття. Вони та інші степові кочівники час від часу здійснювали набіги на імперію Цзінь з північного заходу. Монголи, колишні данники Цзінь, покінчили із чжурчженським васалітетом у 1210 і атакували Цзінь 1211. У світлі цих подій, сунський імператорський двір обговорював закінчення плати контрибуції імперії Цзінь, але вони вирішили не злити Цзінь. Вони відмовились стати союзниками Західної Ся проти Цзінь у 1214 і охоче погодилися, коли у 1215 Цзінь відмовила у проханні понизити щорічну контрибуцію. Тим часом у 1214 Цзінь відступила із взятої в облогу столиці Чжунду до Бяньцзіна, яка стала новою столицею династії. Із розширенням монголів, Цзінь втрачала території і 1217 атакувала Сун, щоб компенсувати свої втрати у території. Періодичні набіги сунів на Цзінь були офіційною причиною для війни. Ши Міюань, канцлер династії Сун, який домінував в уряді імператора Ліцзуна, вагався битися проти Цзінь і відкладав оголошення війни на два місяці. Цзінь просунулася вздовж кордону від центру до західних фронтів. У 1217 сунські генерали Мен Цзунчжен і Ху Цзайсін перемогли Цзінь і не дали їм захопити Цзаоян і Суйчжоу. Другий похід цзіньців наприкінці 1217 був не набагато кращим. На сході Цзінь зробила невеликий прогрес у долині Хуайхе, але на заході вони захопили Сіхечжоу і перевал Дасан. Цзінь намагалися захопити Суйчжоу і південний край Цзінсі у 1218 і 1219, але їм не вдалося. Контрнаступ Сун на початку 1218 дав змогу захопити Сичжоу, а в 1219 цзіньські міста Денчжоу і Танчжоу були пограбовані сунською армією на чолі з Чжао Фаном. На заході командування сунським військом було передане Ан Біну, який раніше був знятий з цієї позиції. Він удачно захистив західний фронт, але був нездатний просунутися далі через місцеві повстання. Цзінь намагалися видушити контрибуцію з Сун, але так її і не отримали. В останніх трьох походах на початку 1121 Цзінь захопила Цічжоу, глибоко на сунській території. Сунські армії під керівництвом Ху Цзайсіня та Лі Цюаня перемогли Цзінь, які потім відступили. 1224 року обидві сторони погодилися на мирному договорі, який поклав кінець щорічній контрибуції, виплачуваній імперії Цзінь. Дипломатичні місії між Цзінь і Сун також були завершені.

### Монголо-сунський союз
У лютому 1233 монголи взяли Бяньцзін після більше ніж 10 місяців облоги і цзіньський імператорський двір відступив до міста Цайчжоу. У 1233 р. цзіньський імператор Айцзун відправив послів до Сун просити продовольство. Цзіньські посланці повідомили Сун, що монголи вторгнуться в Сун після того, як покінчать із Цзінь — передбачення, яке все-таки справдиться — але суни проігнорували застереження і відмовили у проханні. Натомість вони сформували союз з монголами проти Цзінь. Сун забезпечила монголів продовольством в обмін на частини Хенаня. Наприкінці 1233 суни (початковий контингент 20 тисяч солдатів і обоз з 300 тисячами мішками рису) підійшли до Цайчжоу і спільно з монголами приступили до його облоги. Оборону міста очолив чжурчженський генерал Хушаху. Він залучив до захисту все населення Цайчжоу, на стінах билися навіть жінки. Чжурчжені наполегливо оборонялися, незважаючи на те, що страждали від голоду. У Цайчжоу процвітав канібалізм. Монголи запропонували противнику скласти зброю, але місто не здавалося. Незадовго до останнього штурму цзіньський імператор зрікся престолу на користь Ваньянь Ченліня, свого племінника, однак після того, як монголи спільно з Сун взяли Цайчжоу, Ченлінь був убитий, а імператор відрікся і повісився, і, за заповітом, тіло його було спалено. Пізніше монголи націлились на Сун. Після багатьох років війни династія Сун також занепала у 1279 році, коли останні сунські піддані програли монголам у морській битві біля Гуандуна.